# Pandanus longipedunculatus
Pandanus longipedunculatus är en enhjärtbladig växtart som beskrevs av Folke Fagerlind. Pandanus longipedunculatus ingår i släktet Pandanus och familjen Pandanaceae.
Artens utbredningsområde är Sulawesi. Inga underarter finns listade.